# رن شیباموتو
رن شیباموتو (انگلیسی: Ren Shibamoto؛ زادهٔ ۲۲ ژوئیهٔ ۱۹۹۹) بازیکن فوتبال اهل ژاپن است.
از باشگاه‌هایی که در آن بازی کرده‌است می‌توان به باشگاه فوتبال گامبا اوساکا اشاره کرد.